# Prévocourt
Prévocourt är en kommun i departementet Moselle i regionen Grand Est (tidigare regionen Lorraine) i nordöstra Frankrike. Kommunen ligger i kantonen Delme som tillhör arrondissementet Château-Salins. År 2022 hade Prévocourt 110 invånare.

## Befolkningsutveckling
Antalet invånare i kommunen Prévocourt
| Referens: INSEE |